# Stoke Row
Stoke Row is een civil parish in het bestuurlijke gebied South Oxfordshire, in het Engelse graafschap Oxfordshire.
In Stoke Row ligt een waterput welke werd financierd door de maharadja van Benares, en gegraven in 1863. Het is genaamd The Maharajah's Well.